# Paradies (1986)
Paradies ist ein deutscher Spielfilm aus dem Jahre 1986 über eine Dreiecksbeziehung von Doris Dörrie mit Heiner Lauterbach in der Hauptrolle eines Mannes zwischen zwei Frauen, verkörpert von Katharina Thalbach und Sunnyi Melles.

## Handlung
Bei dem durchschnittlichen Mittelstandsehepaar Viktor und Angelika Ptyza scheint die Luft raus. Er arbeitet als Zoologie-Professor und sorgt sich, obwohl zumeist Beziehungsstress in der Luft liegt, mehr oder weniger leidenschaftslos um seine Frau. Von ihm und den Lebensumständen verwöhnt, ist Angelika dennoch ständig merkwürdig unausgeglichen und mit ihrem Leben generell unzufrieden. Die schwarze Wäsche beispielsweise, die er ihr zum Geburtstag schenkt, ist symptomatisch für beider Beziehung: Es ist zwar ein Geschenk der (institutionalisierten) Liebe und Aufmerksamkeit, aber sie löst beim Ehepartner keinen Reiz mehr aus, und die Lustlosigkeit im ehelichen Bett bleibt bestehen. 
Angelika ist eng mit Lotte Kovacz befreundet. Die Jugendfreundin ist das absolute Gegenteil zu der brav-sittsamen Angelika: ein wenig Luder vom Lande und stets auf Erotik aus. Lotte führt einen Gemischtwarenladen und hält unter der Ladentheke erotische „Literatur“ parat, bei der es eindeutig weniger um Liebe als vielmehr um rein körperliche Lust geht. Von den ganz großen Gefühlen wie Liebe hält Lotte eh nichts, weil, so findet sie, „mit diesem Schwachsinn alles Unglück anfängt“. Lotte, so erhofft sich Angelika, soll der Rettungsanker in ihrer faden Beziehung werden, sie soll mit ihren erotischen Verführungskünsten Gatte Viktor endlich in Schwung bringen und den müden Mann wieder munter machen. 
Doch mit der flotten Lotte im Haus nimmt die Katastrophe ihren Lauf: Der triste Gatte vernachlässigt seinen Beruf und folgt der importierten Sirene auf Schritt und Tritt, sogar auf den Hamburger Kiez, sodass sich Viktor nunmehr vollständig Angelika ab- und deren Freundin zuwendet. Viktor verliebt sich in Lotte derart, dass er, Heinrich Manns Professor Unrath gleich, sein bisheriges Leben hinter sich lässt und im Morast der Prostitution von St. Pauli zu versinken droht. Was von Angelika als Ausbruch vom Ehetrott und als Wiederauffrischungskur für eine eingeschlafene Ehe geplant war, endet schließlich in einer ungeplanten Katastrophe ungezügelter Leidenschaft, in der es nur noch Verlierer gibt.

## Produktionsnotizen
Paradies wurde am 24. Oktober 1986 im Rahmen der Hofer Filmtage uraufgeführt. 
Co-Produzent Richard Claus übernahm auch die Herstellungsleitung, Danny Krausz und Gerd Huber die Produktionsleitung. Die Ausstattung gestaltete Jörg Neumann.
Hanne Wieder wirkte hier zum letzten Mal in einem Kinofilm mit.
Phillip Johnston komponierte das Lied Somebody Else.

## Kritiken
Die Fachzeitschrift Cinema resümierte: „So unterschiedlich ‚Männer‘ und ‚Paradies‘ auch sein mögen, so demonstrieren beide Filme doch Doris Dörries Fähigkeit, aktuelles Lebensgefühl … so provokativ in Szene zu setzen, daß wir gezwungen werden, das romantische Glotzen sein zu lassen und wieder zu lernen, uns und unsere geliebten Sehnsüchte nicht gar so ernst zu nehmen.“
Im Lexikon des internationalen Films heißt es: „Ein teilweise vital, packend und verstörend inszenierter Film, der als komödiantische Farce beginnt und als bittere existentielle Tragödie endet. Die pessimistische Studie über Liebesverlust, Wahn und Geschlechterkampf hinterfragt und unterläuft vertraute Erzählmuster von Liebes- und Ehegeschichten.“